# История Шираза
История Шираза — события на территории современного иранского города Шираз с момента начала расселения там людей и до сегодняшнего дня.

## Древняя Персия
Область Фарс в персидской истории всегда играла большую роль, и три столицы Персии находились там. Сохранились руины города Персеполя, существовавшего 2500 лет назад, в 60 км к северо-западу от Шираза. Это была столица во время расцвета империи Ахеменидов. Персеполь, Фирузабад и Пасаргады — три столицы древних цивилизаций.
Во время династии Сасанидов с II по VI века на территории Шираза имелись храмы огнепоклонников и крепость Шахмобад. Собственно город стал расти с VII века и стал столицей области, когда город Истахр пал в результате арабского завоевания. Вот хронология основных событий, связанных с историей города:

## После арабского завоевания
- 640—653: Арабы заняли Шираз в 641 и Истакхр в 653.
- 650—869: Шираз — оплот региональной власти арабов в Фарсе. Шираз растёт как административный центр, другие города слабеют. Тюркские солдаты приходят в регион для поддержки арабской армии. Позднее их потомки образуют правящую династию.

## Саффариды
- 869: Династия Саффаридов приходит к власти, Якуб ибн Лейс освобождает Шираз. Власть багдадского халифата ослабевает. Однако арабское и тюркское население привыкает к персидской культуре и остаётся в Ширазе.
- 870: Амр ибн Лейс, брат Якуба, строит в Ширазе мечеть Джами, которая сохранилась по сей день.[1]

## Буиды
- 933: Шираз становится столицей династии Буидов. При первом эмире Имад ад-Дауле Шираз становится крупным культурным центром Востока.
- 937: Буиды побеждают багдадских халифов и Шираз приобретает международное значение. Развиваются литература, наука, искусства. Процветают также религиозные меньшинства — христиане, евреи, зороастрийцы нередко становятся министрами или советниками эмира.
- 950: Построен подземный канал с гор, который обеспечил город чистой водой. Канал Аех Рокни действует до сих пор. О нём часто пишут ширазские поэты.
- 1000: Сельджуки атакуют Шираз. Строится стена вокруг города. Сельджуков поддерживают сторонники оставшегося халифата в войне против Буидов.
- 1010: Война продолжается ещё 50 лет, между Буидами вспыхивают междоусобицы и город подвергается разрушениями.

## Сельджуки
- 1062: Сельджуки заняли Шираз, однако завоеватели за время борьбы уже приняли персидскую культуру и во множестве поселились в Ширазе, стали опекать и поддерживать традиции и построили великую империю.
- 1075: Шираз восстановлен сельджукским правителем атабеком Джалаладдином и его сыновьями. Много людей из других районов Персии поселяются в Ширазе.
- 1090: В результате раскола в сельджукской армии власть в Ширазе удаётся захватить тюркам из рода Салгуридов.
- 1100: Шираз становится столицей Салгуридов. Салгуриды укрепляются в Ширазе и опираются на персидские традиции, несмотря на то, что они поддерживают суннитов.
- 1105: Восстановлена стена вокруг города с восемью воротами. Вассальные отношения с халифатом в Багдаде принимают чисто формальный церемониальный характер.

## Ханафиты
- 1110: Ханафиты берут в свои руки власть в регионе. Тем не менее в Ширазе процветает толерантность, другие религии чувствуют себя свободно, много людей поселяются в Ширазе из других концов страны, также тюрки и кавказцы.
- 1115: В городе строятся храмы, процветает закон и порядок. До сих пор сохранились мечети того времени Масджид Атик, Масджид Нов.
- 1170: Шейх Рузбехан (1128—1209) основал в Ширазе новый суфийский орден.
- 1150—1195: Феодальные междоусобицы и голод приводят к упадку Шираза.
- 1195: Саад ибн Занги, местный атабек, восстанавливает порядок и отстраивает город.
- 1200 Саади выбирает себе псевдоним во славу правителя Саада ибн Занги.

## Монголы
- 1220: Шираз смог избежать вторжения монголов за счёт дипломатического искусства Абу Бакра ибн Саада. Чингис-хан подружился с персидским правителем, дал ему титул хана и записал в свои друзья.
- 1281: Визирь эмира идентифицировал могилу сына Седьмого шиитского имама Ахмада ибн Мусы.
- 1282: Построен мавзолей, который стал самым святым местом в регионе до настоящего времени.
- 1284: Упадок Шираза из-за высоких поборов со стороны монголов. Коррупция и феодальные распри.
- 1287: Голод и эпидемия привели к гибели 100 000 жителей.[2]
- 1291: Умер Саади, он похоронен в саду у источника. Теперь это место посещают туристы и паломники.
- 1297: 50 000 жителей умерли от эпидемии.[3]
- 1297: Правительница Аюби Хаттон и её дочь Курдуджин принимают меры по спасению города.
- 1304: Династия Инджуидов покоряет Шираз и восстанавливает город, но потом военные столкновения приводят к ещё большим разрушениям.
- 1325: Военные столкновения и разрушения.

## Музаффариды
- 1353: Музаффариды обретают власть в Ширазе. Шираз снова становится столицей Персии.
- 1350: Путешественник Ибн Баттута посещает Шираз и описывает его как огромный богатый город с садами, арыками, базарами и красиво одетыми горожанами.
- 1357: К власти приходит Шах Шуджа и город развивается ещё больше.
- 1360: Поэт и суфий Хафиз Ширази (1310—1380) обосновывается в Баге-Моссале и обретает много сторонников. Его могила в саду до сих пор уважаема и посещаема множеством паломников и туристов.
- 1382: Шах Шуджа богато одаривает армию Тимура и спасает город от разграбления. Тимур берёт его дочь в жёны.
- 1384: После смерти Шаха Шуджи возникают междоусобицы среди Музаффаридов, город приходит в упадок.

## Тимуриды
- 1387: Тимур занимает Шираз на коpoткое время.
- 1393: Тимур снова занимает Шираз.[4] Он назначает своего внука, который воспитывался в персидских традициях, правителем. Город восстанавливается. Ширазские мастера участвуют в строительстве архитектурных памятников Самарканда.
- 1400: Обустраиваются мавзолеи Саади и Хафиза и становятся местами паломничества.
- Около 1474 года город посетил Афанасий Никитин, упомянувший его в своих путевых записках "Хожение за три моря".[5]

## Сефевиды
- 1503: Правитель Сефевидов Шах Исмаил занимает Шираз и казнит или высылает основных суннитских лидеров, утверждая шиизм.
- 1550: Губернаторы Шираза Аллахверды-хан и его сын Эмам-Колу-Хан перестраивают и обустраивают город.
- 1575: Количество сторонникив шиизма резко увеличивается, строятся новые шиитские храмы и учебные заведения. До сих пор сохранилась Медресе Хан.
- 1590: Шираз процветает. Жители Шираза, художники, архитекторы, ремесленники становятся известными по всему миру. См. также Тадж Махал
- 1600: Шираз стал хорошо известен в Британии, английские гости написали, что это один из лучших городов мира.
- 1621: Английские и французские купцы стали регулярно посещать Шираз. Виноград экспортируется в Европу.
- 1630: Наводнение повредило большую часть города.
- 1634: Философ мулла Садра преследуется властями за еретические сочинения и высказывания.
- 1668: Наводнение в Ширазе.

## Афганское нашествие
- 1724: Афганцы занимают Шираз

## Афшариды
- 1744: Надир-шах занимает Шираз. Войны разрушили многие кварталы города.
- 1747—1800: Трёхсторонняя война за власть в Иране, в которой участвуют Афшариды, Зенды и Каджары.

## Зенды
- 1760: Карим-хан Зенд основывается в Ширазе и получает титул Народного Представителя (Вакиль-ол-Роая). Он основывает династию Зендов.
- 1766: Шираз объявляется столицей Зендов. Город перестраивается. Разбивается на 11 кварталов, 10 мусульманских и один еврейский. Вокруг города — большой ров и крепостная стена. Процветают искусства, культура и меньшинства.
- 1791: Конец династии Зендов, Шираз теряет положение столицы.

## Каджары

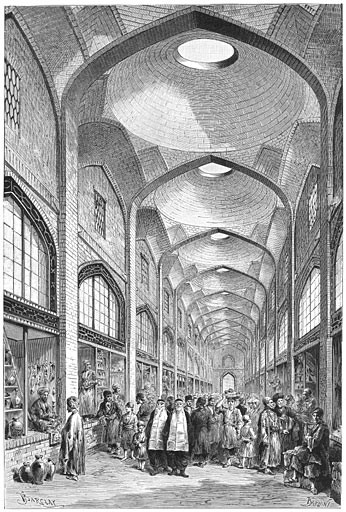
Базар в Ширазе.

- 1794: Ага Мохаммад-шах Каджар разрушает и грабит город.
- 1800: Город приходит в упадок под властью Каджаров
- 1822: Чума и холера, гибнут тысячи людей.
- 1824: Землетрясение разрушает несколько кварталов города.
- 1830: Эпидемия губит посевы, десятки тысяч людей из-за голода умирают или уходят. Население уменьшается до 19 тысяч.
- 1844: Молодой купец Сайид Али Мухаммад, известный также как Баба (от арабского «Ворота») разворачивает мессианскую миссию и основывает свою религию.
- 1853: Снова крупное землетрясение в Ширазе.
- 1860: Британское влияние в Ширазе и на юге Ирана. Англичане противостоят горным племенам Кашкай в окрестности города.
- 1880: Род Кавам при помощи британских солдат подавляет бунт в городе.
- 1883: Перепись населения показала, что в Ширазе проживает 53 607 человек.
- 1907: Популярная газета Суре-Эсрафил, которую издаёт в Ширазе Мирза Джахангир-хан Ширази, выступает в поддержку Персидской Конституционной Революции. Руководители Кашкай поддерживают Джахангир-хана в выступлениях против правительства.
- 1908: Мирза Джахангир-хан казнён, его газета закрывается.
- 1910 — Ширазский погром еврейского поселения
- 1911: Руководитель шиитов Сейед Зияэддин Табатабаи, при помощи британского консула в Ширазе основывает газету Банае-ислам.
- 1918: Племена Кашкай во главе с Насер-ханом осаждают Шираз. Влияние центрального правительства падает. Открытие нефти приводит к британскому вмешательству. Англичане помогают подавить мятежи в регионе.
- 1919: От эпидемии гриппа умирает 10 000 человек.

## Пехлеви
- 1921: Конец династии Каджаров. Реза Пехлеви становится шахом, Сейед Зияэддин Табатабани его поддерживает.
- 1945: В Ширазе открывается университет.

## СовременныйИран
- 2005: Население согласно переписи составляет 1 255 955.
- 12 апреля 2008: Взрыв в мечети Хосейнийе-Шохада.

В последнее время город стал благоустроен. Исторические памятники реставрированы. Расширился аэропорт.